# Paximadi (Lebensmittel)

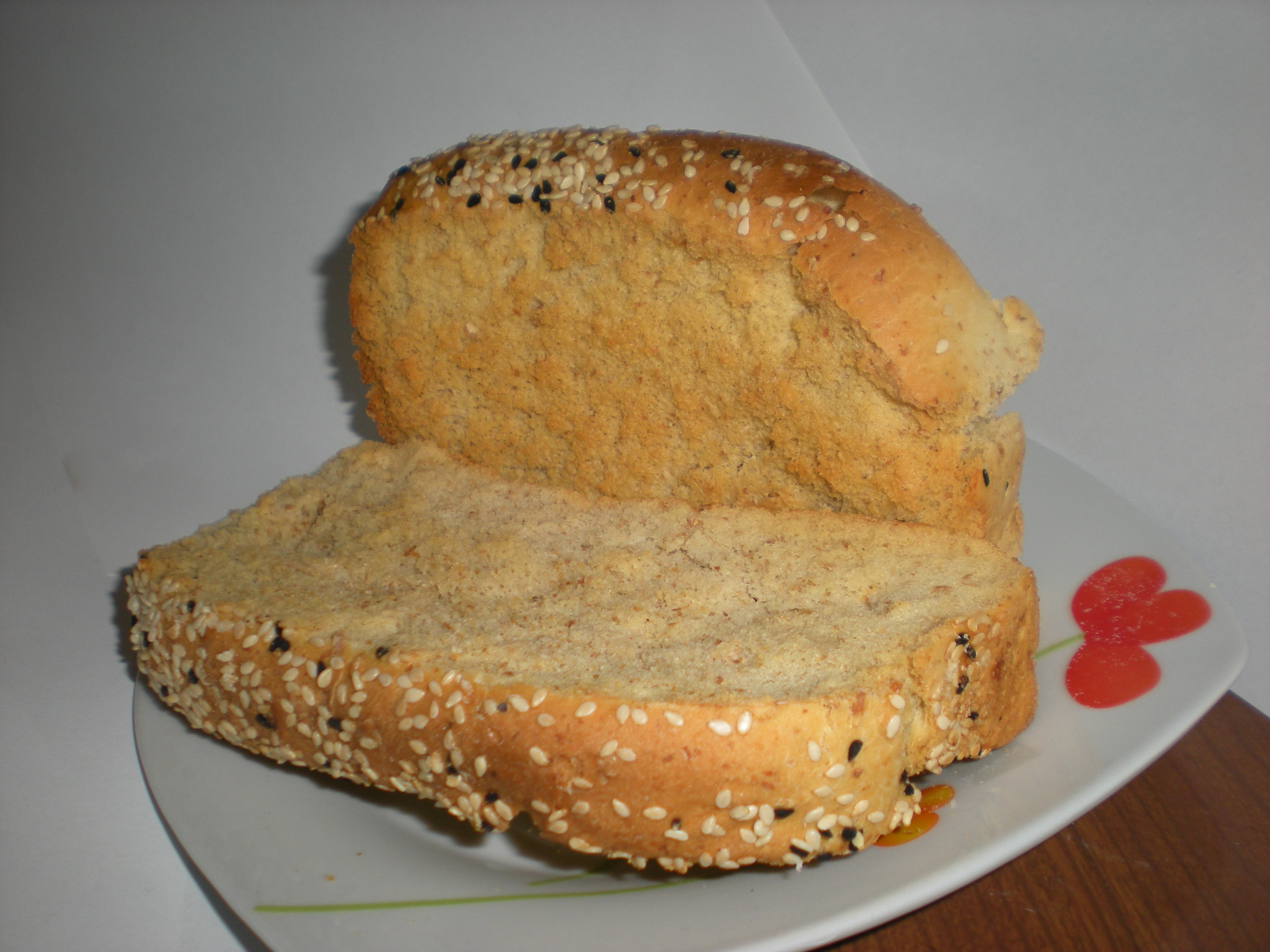
Paximadia

Paximadi (griechisch παξιμάδι, Mehrzahl paximadia) bezeichnet ein mehrfach gebackenes, sehr lange haltbares Brot, das in Griechenland verbreitet ist.

## Benennung
Der Name soll auf den antiken, griechischen Kochbuchautor Paxamos (altgriechisch Πάξαμος) zurückgehen. Zunächst soll geröstetes Brot Paxamas (altgriechisch παξάμας) genannt worden sein. Für die kleinen zweimal gebackenen Brotscheiben wurde in hellenistischer Zeit die Verkleinerungsform Paxamadion (altgriechisch παξαμάδιον) verwendet. Durch Assimilation entstand daraus das mittelalterliche Paximadi(n) (altgriechisch παξιμάδι(ν)).
Der deutsche Sprachwissenschaftler Gustav Meyer widersprach jedoch dieser Etymologie. Er vermutete, dass das Wort zunächst Peximos (altgriechisch πήξιμος) abgeleitet von pexis (altgriechisch πῆξις = fest, hart) lautete. Hieraus entstand entweder durch Assimilation der ersten beiden Silben Paxamos oder nur der ersten Silbe Paximos.
Die Bezeichnung erschien erstmals im 2. Jahrhundert bei Galenos, der Paximadi bei Diäten empfahl.

## Geschichte
Paximadia waren billig und dienten deshalb ärmeren Bevölkerungsschichten als Nahrungsmittel. Es stand auch auf dem Speisezettel von griechischen Mönchen, die eine schlichte Ernährung bevorzugten. Paximadia hatten jedoch auch große Bedeutung für die Schifffahrt und das byzantinische Militär, weil sie leicht und haltbar waren und so immer mitgeführt werden konnten. Auch während der venezianischen Herrschaft auf Kreta (1204–1669) war die Nachfrage nach Paximadia groß, da man die Flotte damit versorgte. So wurde es zu einem der ersten Lebensmittel, die abgepackt wurden.

## Beschreibung
Dieser griechische „Zwieback“ ist wesentlich härter als der in Deutschland übliche und uneingeweicht kaum zu essen.
Das mehrfach gebackene Paximadi war früher immer und überall verfügbar (zum Beispiel bei Hirten, Fischern und Seeleuten). Das Gerstenbrot wird oft mit Kräutern oder Sesam und Schwarzkümmel gewürzt, und es gibt Varianten mit Nüssen.

## Verwendung
Ein bekanntes damit zubereitetes Gericht ist das Dakos (Koukouvagia). 